# Силезские восстания

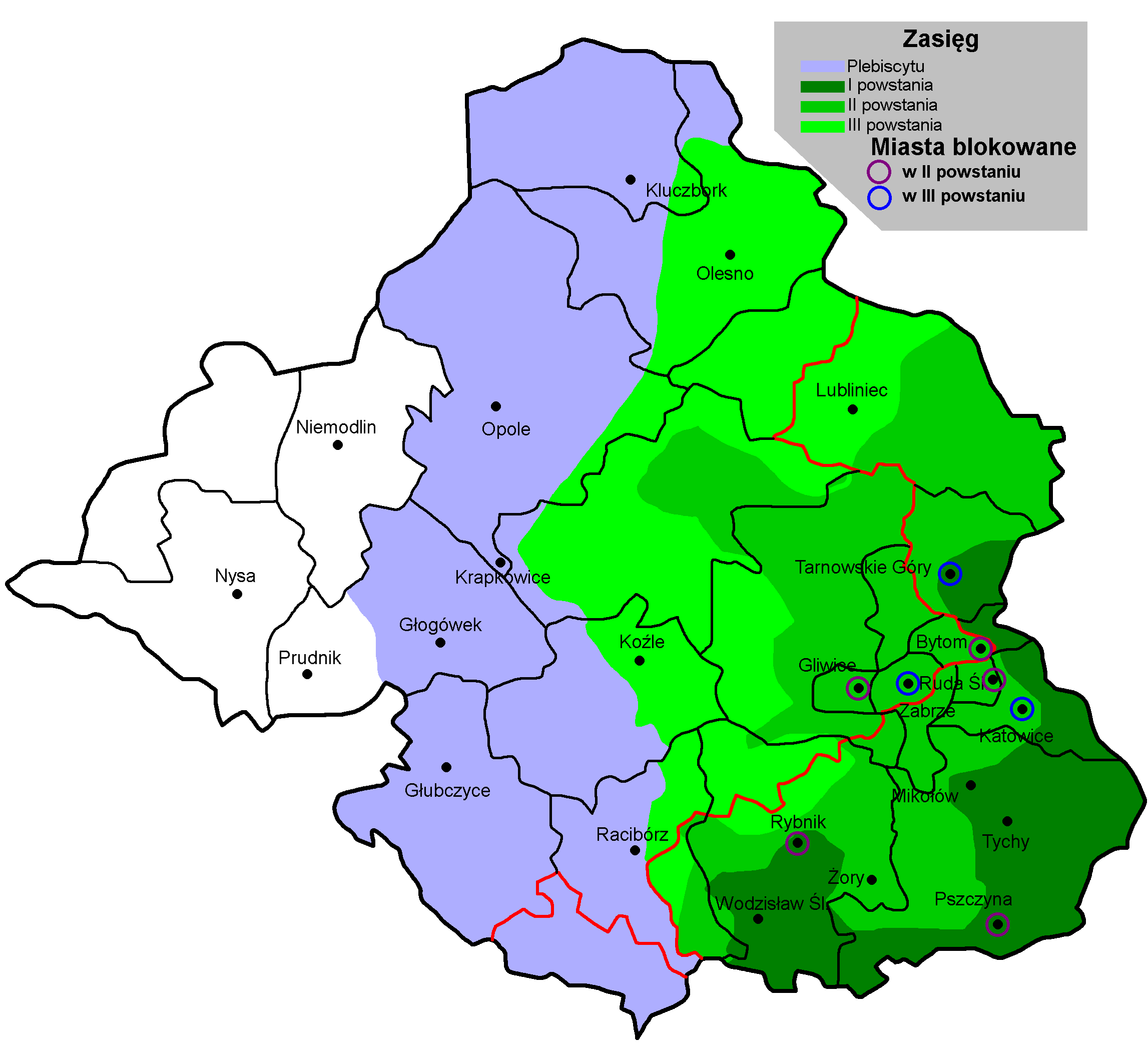
Карта Силезских восстаний

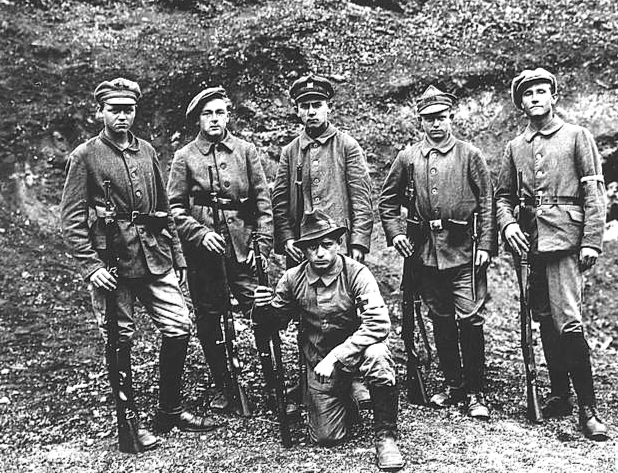
Польские повстанцы Силезии

Силезские восстания (нем. Aufstände in Oberschlesien, пол. Powstania śląskie) — серия из трёх вооружённых восстаний поляков и польских силезцев, произошедших в период с 1919 по 1921 годы в Верхней Силезии. Выступления были направлены против немецких властей Веймарской республики и преследовали цель — выйти из состава немецкого государства и слиться со Второй Польской республикой, образованной с окончанием Первой мировой войны. В современной польской истории восстания рассматриваются как предмет национальной гордости.

## Исторический фон
В период Раннего Средневековья земли Силезии принадлежали Польской короне, но в XIV столетии перешли Богемии, а ещё позже под власть австрийских Габсбургов. В 1740 году прусский король Фридрих Великий завладел этой территорией по результатам войны за австрийское наследство, таким образом сделав её частью Королевства Пруссия, а с 1871 года она вошла в состав Германской империи.
По окончании Первой мировой войны, в ходе обсуждения Версальского мирного договора, германское правительство объявило, что без Верхней Силезии оно будет не в состоянии выполнять свои обязательства по выплате репараций Союзникам.
Регион Верхняя Силезия характеризовался богатыми месторождениями полезных ископаемых и развитой тяжёлой промышленностью, шахтами, металлургическими и сталелитейными заводами. Силезские шахты выдавали на гора почти четверть каменного угля от ежегодной добычи Германии, 81 % цинка и 34 % свинца от общегосударственного производства.

## Демографическая ситуация в регионе в начале XX века
Область к востоку от Одера была населена преимущественно этническими поляками, большинство из которых принадлежало к низшему социальному сословию. Значительная часть жителей говорила на польском диалекте, многие другие относили себя к славянской этнической группе — силезцам. В то же время, местная элита, землевладельцы, коммерсанты, фабриканты, представители органов власти, полицейские и католическое духовенство — в большинстве своём были немцами. Почвой для дополнительных разногласий служила религия — почти все немецкие силезцы были протестантами, тогда как подавляющее большинство поляков являлись католиками.
Согласно германской переписи населения 1900 года, 65 % населения в восточной части Силезии были польскоговорящими, к 1910 году эта цифра снизилась до 57 %. Это было следствием политики усиленной германизации, в рамках которой была выделена категория «двуязычных жителей», влиявшая на показания переписи и уменьшавшая численность польскоязычных силезцев. Немецкий учёный Пауль Вебер составил языковую карту, из которой видно, что в 1910 году в большинстве верхнесилезских районов к востоку от Одера преобладали польскоязычные силезцы, формируя собой более 70 % общего населения региона.

## Верхнесилезский плебисцит
Версальский договор среди прочего предписывал провести в Верхней Силезии референдум, чтобы определить, кому должна отойти эта территория — Германии или Польше. Плебисцит должен был состояться спустя два года после подписания договора в 1918 году и должен был охватывать всю Силезию, хотя польское правительство претендовало лишь на часть Силезии, лежащую на восточном берегу Одера и населённую преимущественно поляками. Союзники определили дату Верхнесилезского плебисцита на 20 марта 1921 года. До этого времени органы германской администрации и полиция оставались на своих местах.
Этот период обе стороны активно использовали для пропаганды своих позиций, а проявление всплесков насилия способствовало эскалации конфликта. Немецкие власти опасались, что по результатам волеизъявления в пользу Польши они потеряют свои рабочие места и пенсии. Демобилизованные ветераны германской имперской армии сформировали местные отряды фрайкора — полувоенной организации, чья деятельность была направлена в том числе против пропольских активистов. В свою очередь, поляки утверждали, что в случае победы на референдуме жители Силезии перестанут ощущать себя людьми второго сорта, выплата пенсий сохранится в прежнем объёме, а Силезия в составе Польши получит автономный статус. Немецкая пропаганда исповедовала прямо противоположное: переход под польское управление повлечёт за собой резкое снижение достатка и утрату пенсионного обеспечения. В феврале 1919 года Польская военная организация открыла в Верхней Силезии своё представительство.
В конечном счёте ухудшающаяся ситуация привела к двум первым Силезским восстаниям, случившимся в 1919 и в 1920 годах.

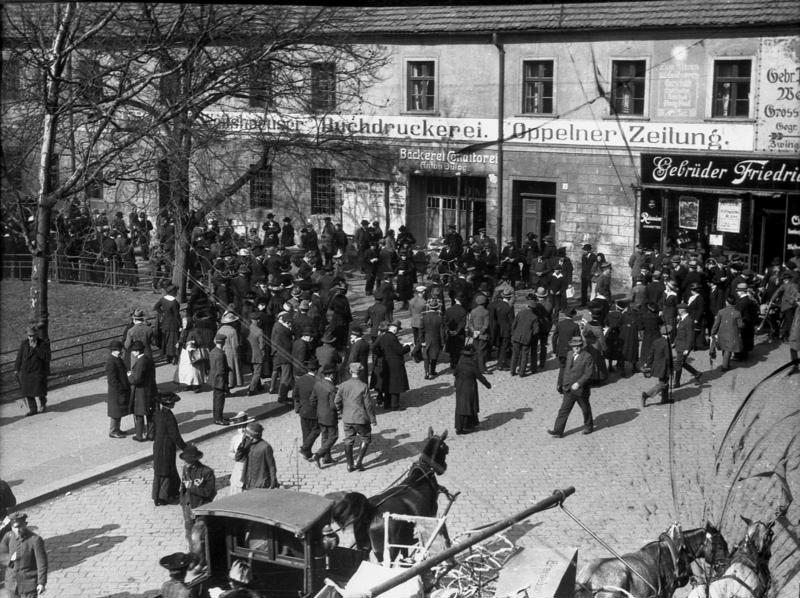
Толпа в Опельне, собравшаяся в ожидании результатов голосования

Плебисцит состоялся 20 марта 1921 года, два дня спустя после подписания Рижского договора, завершившего советско-польскую войну. 707 605 избирателей высказалось за Германию, 479 359 голосов досталось Польше. Таким образом, немцы получили перевес в 228 246 голосов.
Правом голоса обладали мужчины, которым исполнилось 20 лет и старше и которые родились либо проживали на территории, где проводился референдум. Такая организация привела к массовым миграциям избирателей. Количество германских избирателей, не проживавших в округе голосования, составило 179 910 человек, число поляков с аналогичными качествами превышало отметку в 10 000 избирателей. Без учёта этих голосов перевес германского электората составлял всего 58 336 голосов вместо 228 246. Тем не менее, учёт таких голосов проводился по инициативе польской стороны, рассчитывавшей на поддержку пропольских организаций (из числа польскоязычных уроженцев Силезии) в Рурской области.
В результате, в 1921 году, разразилось Третье силезское восстание, самое масштабное. Для предотвращения дальнейшего кровопролития в Лигу Наций был направлен запрос об урегулировании сложившейся ситуации. В 1922 году, после шестинедельного расследования было предложено разделить спорные земли между двумя народами. Такое решение было принято обоими государствами и большинством верхних силезцев. Хотя в силу того, что Германия проиграла Первую мировую войну, достаточных механизмов, чтобы оспорить данное решение, у неё не было.
Примерно 736 000 поляков и 260 000 немцев стали жить в польской Верхней Силезии и 532 000 поляков и 637 000 немцев остались в германской Верхней Силезии.

## Первое силезское восстание
В период с 11 по 14 августа 1919 года Силезию поглотила волна забастовок металлургов и шахтёров. Среди требований были: повышение заработной платы, исключение из рабочих коллективов членов боевых подразделений фрайкора, обеспечения в будущем присутствия поляков в полиции и органах местной власти. В стачке приняло участие 140 тысяч человек. 15 августа трёхтысячная толпа шахтёров шахты Мысловице, с женами и детьми, явилась с требованиями погасить задолженность по зарплате. После того как немецкое руководство очередной раз перенесло выплату, толпа попыталась прорваться на шахтный двор, вследствие чего немецкая пограничная охрана (нем. Grenzschutz) жёстко подавила выступление рабочих. Десять человек погибло, среди них две женщины и 13-летний ребёнок.
Эти события вызвали бурное негодование поляков и привели к Первому силезскому восстанию. Оно охватило районы Каттовиц, Люблинца, Плеса, Рыбника, Тарновца и части Ратибора.
Около 21 000 солдат Временной армии (нем. Vorläufige Reichsheer) Веймарской республики, при содействии 40-тысячного резерва, быстро подавили мятеж. Опасаясь мести со стороны немецких националистов, на территорию Второй Польской республики бежало 9000 повстанцев и политических активистов. Вместе с ними ушли тысячи членов их семей. Общее количество беженцев составляло около 22 000 человек. Карательные акции прекратились после того, как в Силезию были введены войска Антанты для восстановления порядка. По соглашению с немецким правительством, от 1 октября 1919 года, всем беженцам было позволено вернуться.

## Второе силезское восстание
В феврале 1920 года в Верхнюю Силезию прибыла комиссия Союзников по организации плебисцита. В неё входили представители Антанты, войска, сопровождавшие её, в большинстве своём были укомплектованы французскими военнослужащими с небольшими контингентами из Италии и Великобритании. К маю 1920 года общее число союзных войск достигло 10 300 человек, из которых французский контингент из 7650 человек занимал промышленный район Силезии, 2650 итальянцев были расквартированы в юго-западных населённых пунктах, 2300 британцев прибыло позднее, в марте и мае 1921 года.
Вскоре выяснилось, что такого количества сил Союзников было явно недостаточно для поддержания порядка. Более того, комиссия страдала от недостатка единодушия: британцы и итальянцы благоволили немцам, тогда как французы поддерживали поляков. Эти войска не могли сдерживать продолжающиеся беспорядки.
В августе 1920 года верхнесилезская немецкая газета опубликовала сообщение (как выяснилось позднее — ошибочное) о падении Варшавы под ударами Красной Армии в советско-польской войне. Немецкая община, для которой сей факт отождествлялся с концом независимого польского государства, отметила это событие празднованиями. Народные гулянья быстро переросли в столкновения с поляками, которые продолжились даже после опровержения слухов о взятии Варшавы.
Эти вспышки насилия привели ко Второму силезскому восстанию, начавшемуся 19 августа. Вскоре под контроль восставших перешли правительственные учреждения в районах Каттовиц, Плеса, Бойтен. С 20 по 25 августа бунт распространился на всю территорию промышленного района Силезии, включая города Кёнигсхютте-Обершлезен, Люблинец, Рыбник, Тарновец и Грос-Стрелиц. Союзническая комиссия объявила о своём намерении восстановить порядок, но внутренние расхождения во мнениях препятствовали осуществлению этих планов. Британские представители возложили на французов ответственность за быстрое распространение восстания в восточном регионе.
К концу сентября, в результате комбинации военных действий и переговорных процессов между противоборствующими сторонами, постепенно восстание сошло на нет. Поляки добились роспуска существовавших полицейских частей и создания новой полиции (нем. Abstimmungspolizei, APO), которая состояла на 50 % из поляков. Им также удалось добиться своего присутствия в органах местной администрации. Польская военная организация в Верхней Силезии формально распускалась, хотя на практике это не произошло.

## Третье силезское восстание
Наиболее длительное, масштабное и кровопролитное Третье силезское восстание произошло в 1921 году.
Восстание являлось последствием Верхнесилезского плебисцита, принёсшего смешанные результаты. Британское и французское правительства не могли сформировать единую позицию относительно итогов референдума. Основной сложностью стал «промышленный треугольник» на восточном берегу Одера, ограниченный городами Бойтен, Глейвиц и Каттовиц. Французы желали ослабить производственный потенциал Германии и поддерживали польские притязания, с этим не соглашались британцы и итальянцы, отчасти из-за немецких заявлений о невозможности выплат послевоенных репараций в случае утраты силезского промышленного сектора.
Среди польского населения региона росло беспокойство о том, что британская прогерманская точка зрения возобладает, а перспектива возвращения германского господства заставляла людей готовиться к вооружённому противоборству. Поэтому, в отличие от первых спонтанных восстаний, Третье силезское восстание было тщательно спланировано и подготовлено. Идейным руководителем и координатором действий поляков выступал Войцех Корфанты. Подготовка к выступлению велась при тесном сотрудничестве с командованием приграничных польских военных округов: генералами Казимежем Рашевским из Познани и Станиславом Шептицким из Кракова.
Восстание началось в первых числах мая 1921 года. Сигналом к нему послужили ложные сообщения в газетах, согласно которым европейские дипломаты решили отдать Германии большую часть Верхней Силезии. В ответ на это польские силы, не встречая противодействия со стороны французского контингента, в явочном порядке заняли все спорные территории. Однако вскоре немецкие добровольческие подразделения, укомплектованные бывшими фронтовиками, под командованием генерала Карла Хёфера перешли в контрнаступление и выбили польские соединения из ряда ключевых позиций. Самым крупным сражением между польскими и немецкими добровольцами стала битва при Аннаберге.  Конец боестолкновениям положило создание нейтральной зоны между польскими и немецкими силами в начале июня 1921 года, а к июлю при посредничестве французов и британцев противоборствующие стороны вывели свои отряды из Верхней Силезии.
По современным оценкам, в ходе боестолкновений польские военизированные соединения потеряли около 800 человек убитыми и пропавшими без вести, немецкие — около 300. Также в ходе восстания жертвами насилия стали примерно 600 мирных граждан.

## Последствия

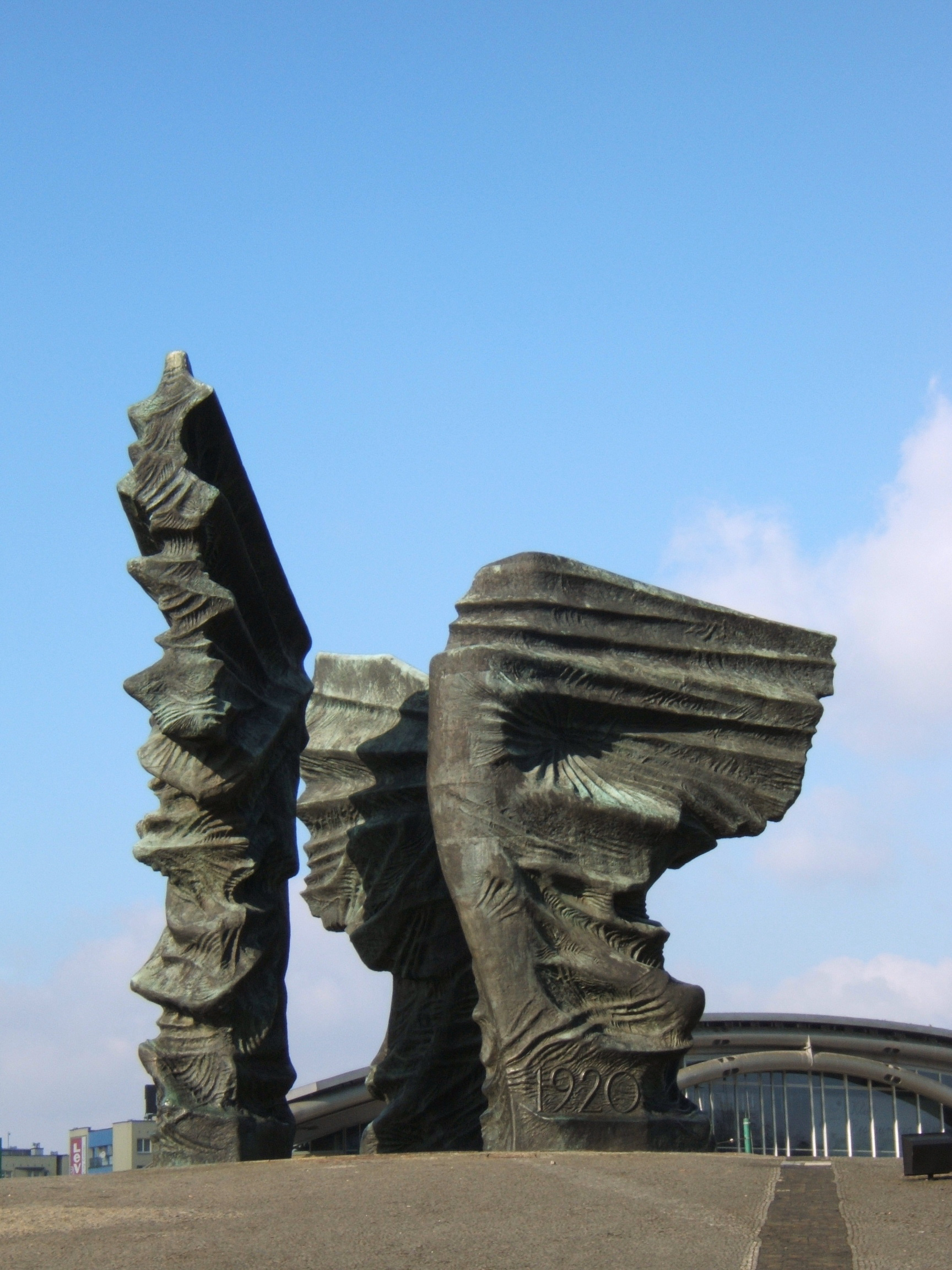
Памятник силезским повстанцам в Катовице

В октябре 1921 года решением Лиги Наций Верхняя Силезия была разделена на две части — польскую и немецкую. В то время как на Верхнесилезском плебисците за присоединение к Германии высказались 60% избирателей и 55% территориальных общин, по итогам раздела ей досталось 57% жителей Верхней Силезии и 70% ее территорий. Тем не менее, западный угол индустриального треугольника Катовице-Гливице-Бытом отошел Польше, а вместе с ним и три четверти угольных шахт и месторождений железной руды. Несмотря на общественное недовольство, немецкое правительство согласилось с предложенной границей и 15 мая 1922 г. подписало с Польшей соответствующий договор, а в июне того же года союзные войска покинули Верхнюю Силезию. Всего в 1919-1922 гг. в результате политической нестабильности в Верхней Силезии погибло около 2800 человек, причем большая часть жертв (более 60%) пришлась на Третье силезское восстание в мае-июне 1921 г.

## Увековечивание памяти
В 1967 году в Катовице был установлен памятник силезским повстанцам, а в 2012 году в Свентохловице появился посвященный им музей. В 1971 году в честь пятидесятилетней годовщины Третьего силезского восстания в Польше была отчеканена памятная монета номиналом в 10 злотых.

## Комментарии
1. ↑  Родной брат митрополита Андрея Шептицкого